# Uhmm bellissimo
Uhmm bellissimo è il primo singolo di Simona Tagli pubblicato nel 1992. È un singolo dalle sonorità tipiche dell'euro dance di quel periodo.

## Descrizione
Il brano viene inserito nella Fiki Fiki Compilation, uscita sempre nell'estate del 1992.
Il singolo, uscito come disco mix, contiene tre versioni del brano.

## Tracce
- A Uhmm Bellissimo  (Extended)
- B1 Uhmm Bellissimo (Tv Version)
- B2 Uhmm Bellissimo (Mix Version)